# Associazione dei giornalisti bielorussi
L'Associazione dei giornalisti bielorussi (in bielorusso Беларуская асацыяцыя журналістаў?, Belaruskaja Asacyjacyja Žurnalistaǔ) è un'organizzazione non governativa di giornalisti fondata nel 1995. I suoi obiettivi sono la diffusione della libertà di opinione e il diritto a informare ed essere informati. Collabora con la Federazione Internazionale dei Giornalisti, la Federazione Europea dei Giornalisti e Reporter senza Frontiere. 
Nel 2004 l'associazione ha ricevuto il Premio Sakharov per la libertà di pensiero. Nel 2022 ha vinto il Premio internazionale sulla libertà di stampa "Guillermo Cano" dell'UNESCO.